# Oxalis san-romanii
Oxalis san-romanii är en harsyreväxtart som beskrevs av Philippi. Oxalis san-romanii ingår i släktet oxalisar, och familjen harsyreväxter. Inga underarter finns listade i Catalogue of Life.